# Kombinat metallurgico di Mariupol' "Illič"
Il Kombinat metallurgico di Mariupol' "Illič" (in ucraino Маріупольський металургійний комбінат імені Ілліча?, Mariupol's'kyj metalurhijnyj kombinat imeni Illiča) era il più grande stabilimento per la produzione metallurgica del ferro e dell'acciaio di Mariupol' e il secondo per importanza dell'Ucraina dopo il centro siderurgico Kryvorižstal' di Kryvyj Rih.
Pesantemente danneggiato durante la battaglia di Mariupol' del 2022, lo stabilimento, occupato dalle truppe russe, ha cessato temporaneamente l'attività. Le autorità russe hanno riattivato parzialmente l'impianto metallurgico, che ha ripreso la produzione nel dicembre 2023.

## Storia
Attivato dall'Impero russo fin dalla fine del XIX secolo per sfruttare le grandi miniere di ferro e carbone del Donbass, l'impianto venne grandemente potenziato dall'Unione Sovietica nel corso dei primi piani quinquennali degli anni trenta del XX secolo, ma all'inizio dell'invasione tedesca dell'Unione Sovietica nel 1941 durante la seconda guerra mondiale, dovette essere rapidamente evacuato e trasferito negli Urali dove venne accorpato alla grande Fabbrica N° 183 di Nižnij Tagil, dove riprese l'attività metallurgica per l'industria dei carri armati. Dopo la vittoria venne riportato a Mariupol' e potenziò la sua attività produttiva; la fabbrica ha mantenuto importanza per l'industria pesante della nuova Ucraina indipendente, dove l'impresa è stata privatizzata divenendo di proprietà del gruppo Metinvest.
Al kombinat metallurgico di Mariupol', venne assegnata, nel periodo sovietico, la denominazione "Illič" in onore di Lenin (Vladimir Il'ič Ul'janov); la fabbrica ha mantenuto lo stesso nome nel periodo ucraino, anche se nel 2016 è stata cambiata la dedica che non fa più riferimento al capo boscevico ma allo scienziato metallurgico Zot Illič Nekrasov.
Nella fase iniziale della guerra russo-ucraina la città di Mariupol' è stata prima accerchiata e poi attaccata direttamente dalle truppe russe e dalle milizie filorusse del Donbass, subendo gravissime distruzioni; tutti gli impianti industriali della città sono stati danneggiati e hanno cessato l'attività. Lo stabilimento "Illič", dove erano asserragliati reparti di fanteria di marina ucraina, è stato assaltato e conquistato dai russi il 14-15 aprile 2022 e da quel momento è in possesso, come tutta la città di Mariupol', delle autorità della Repubblica Popolare di Donec'k che fa ufficialmente parte della Federazione Russa.
Dopo l'interruzione delle attività produttive a causa dei combattimenti, lo stabilimento è stato parzialmente riattivato dalle autorità russe ed a dicembre 2023 ha ripreso la produzione di acciaio, dando impiego inizialmente a 3.700 operai.